# Barranc del Rial
El barranc del Rial és un barranc afluent del riu de Cadolla, de la conca de la Noguera Pallaresa. Discorre íntegrament pel termes de Senterada, al Pallars Jussà.
Es forma en un ample circ format per tot de petits barrancs i llaus a Colldeberri, al sud de Cadolla, prop d'on es troba el Dolmen de Sant Roc. Des d'allí davalla de dret cap al nord-oest, pel costat de ponent de la Quadra de Comadall, i just quan està a punt d'unir-se al riu de Cadolla rep per l'esquerra la Llau de les Corones.